# Mico intermedius
Lo uistitì di Hershkovitz (Mico intermedius Hershkovitz, 1977) è un primate platirrino della famiglia dei Callitricidi.
Veniva un tempo classificata come sottospecie di Callithrix humeralifera (C. humeralifer intermedia).
Vive nella regione amazzonica brasiliana, nella zona dell'Aripuana: in particolare, predilige le zone di foresta non soggette alle inondazioni conseguenti agli straripamenti dei fiumi durante la stagione delle piogge (dette in portoghese tierra firma).
Vive in gruppi di una decina d'individui, comprendenti una femmina dominante, alcuni maschi con lei non imparentati ed i suoi figli di vari parti: ciascun gruppo delimita un territorio di circa 28 ettari, che tuttavia non viene difeso attivamente, anzi non è infrequente vedere vari gruppi nutrirsi su un unico albero.

Si nutre di insetti, linfa, frutta e bacche.
La femmina dominante è anche l'unica a potersi riprodurre nell'ambito del gruppo: in cattività questi animali preferiscono vivere a coppie, mentre in natura od in grandi gabbie che ricreano fedelmente l'ambiente naturale la femmina tende a praticare la poliandria.

La gestazione dura circa 5 mesi, al termine dei quali vengono dati alla luce due gemelli, i quali vengono accuditi dall'intero gruppo e lasciati alla madre solo per la poppata.